# Ford Edge
Ford Edge – samochód osobowy typu SUV klasy średniej, a następnie klasy wyższej produkowany pod amerykańską marką Ford od 2006 roku. Od 2023 roku produkowana jest trzecia generacja modelu.

## Pierwsza generacja

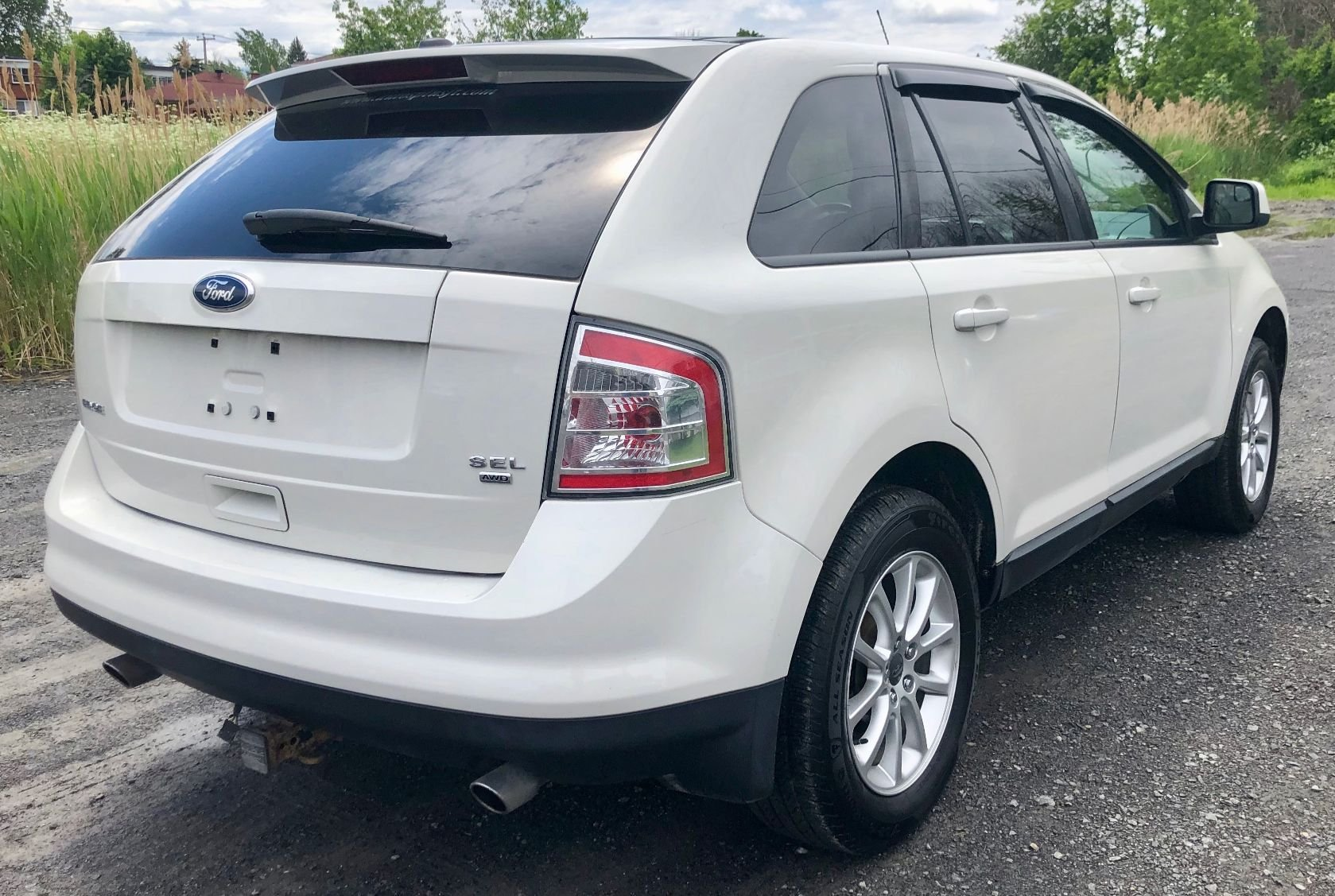
Ford Edge I - tył

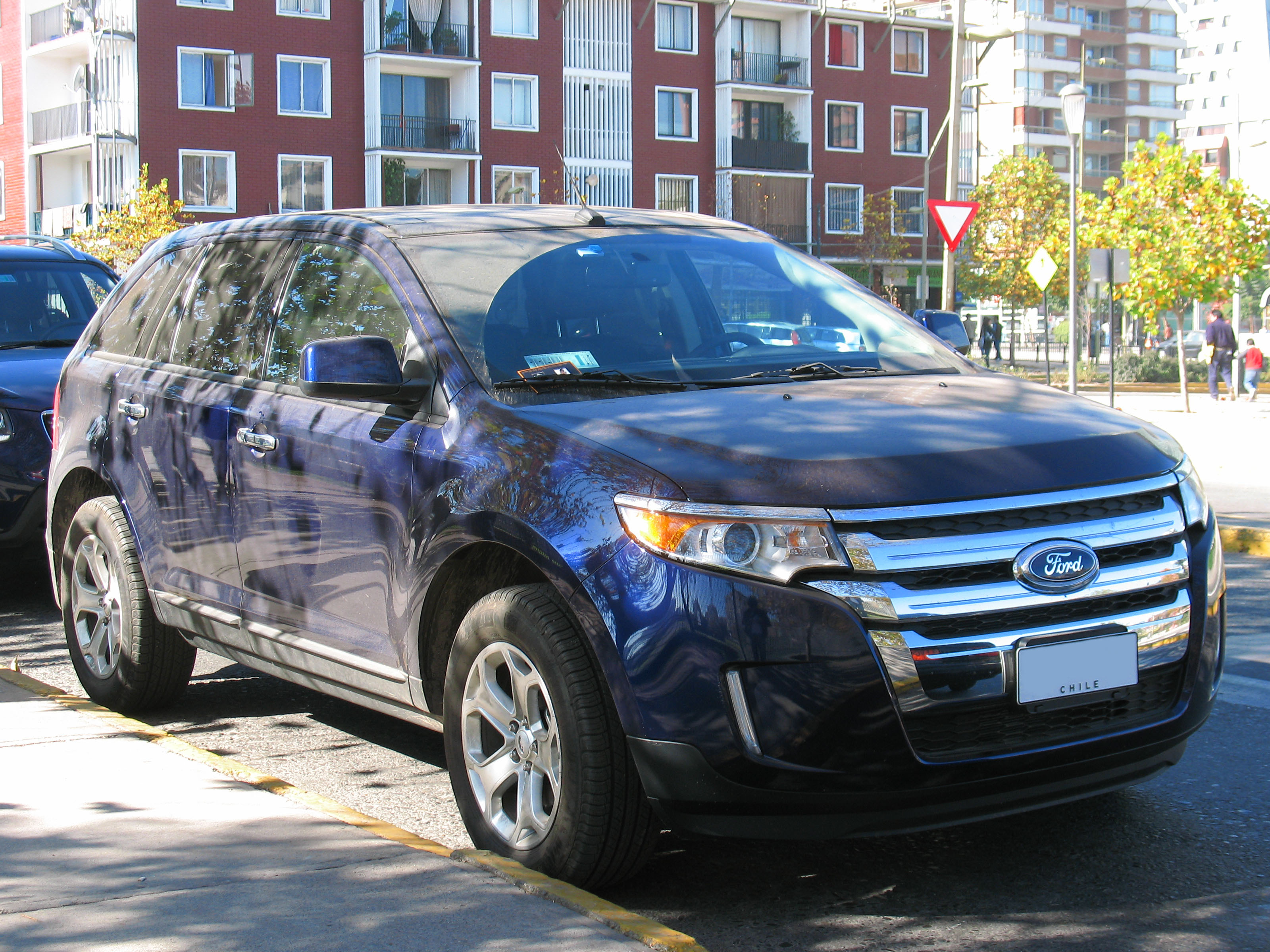
Ford Edge I po liftingu

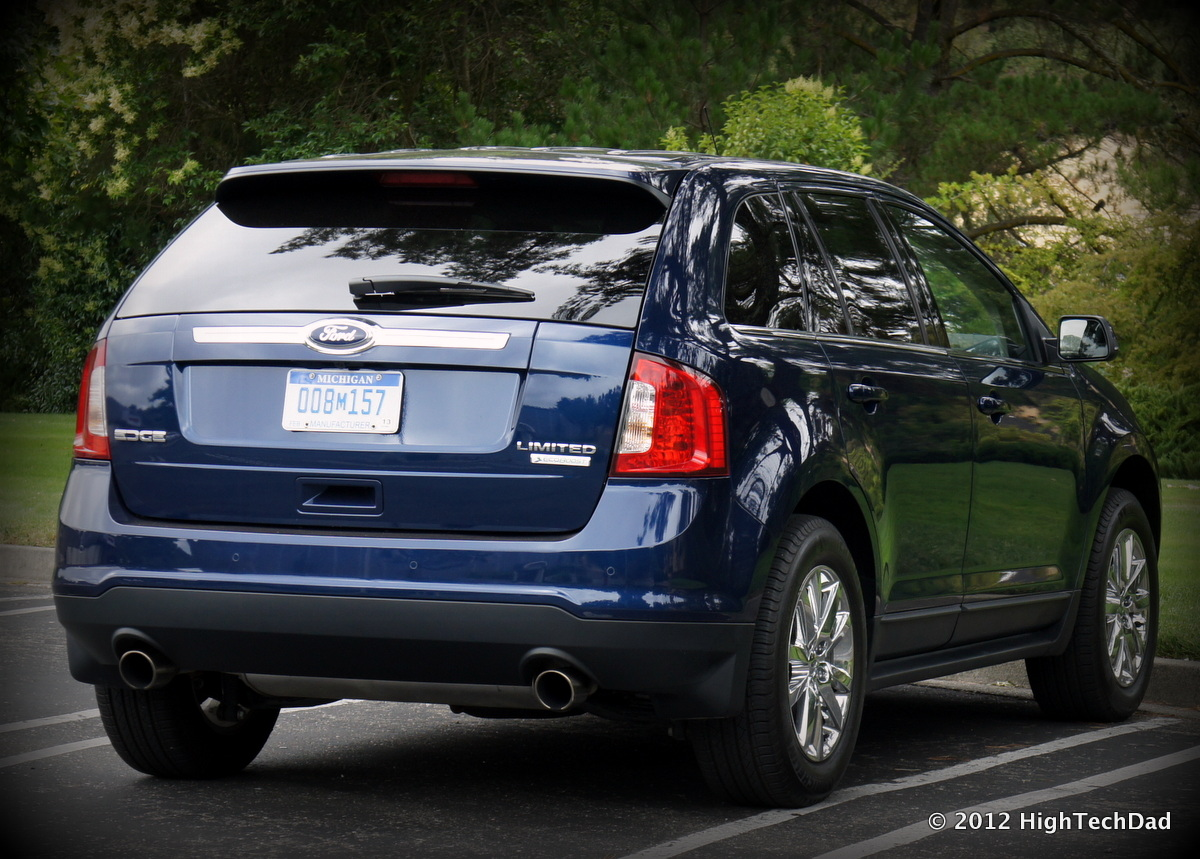
Ford Edge I - tył po liftingu

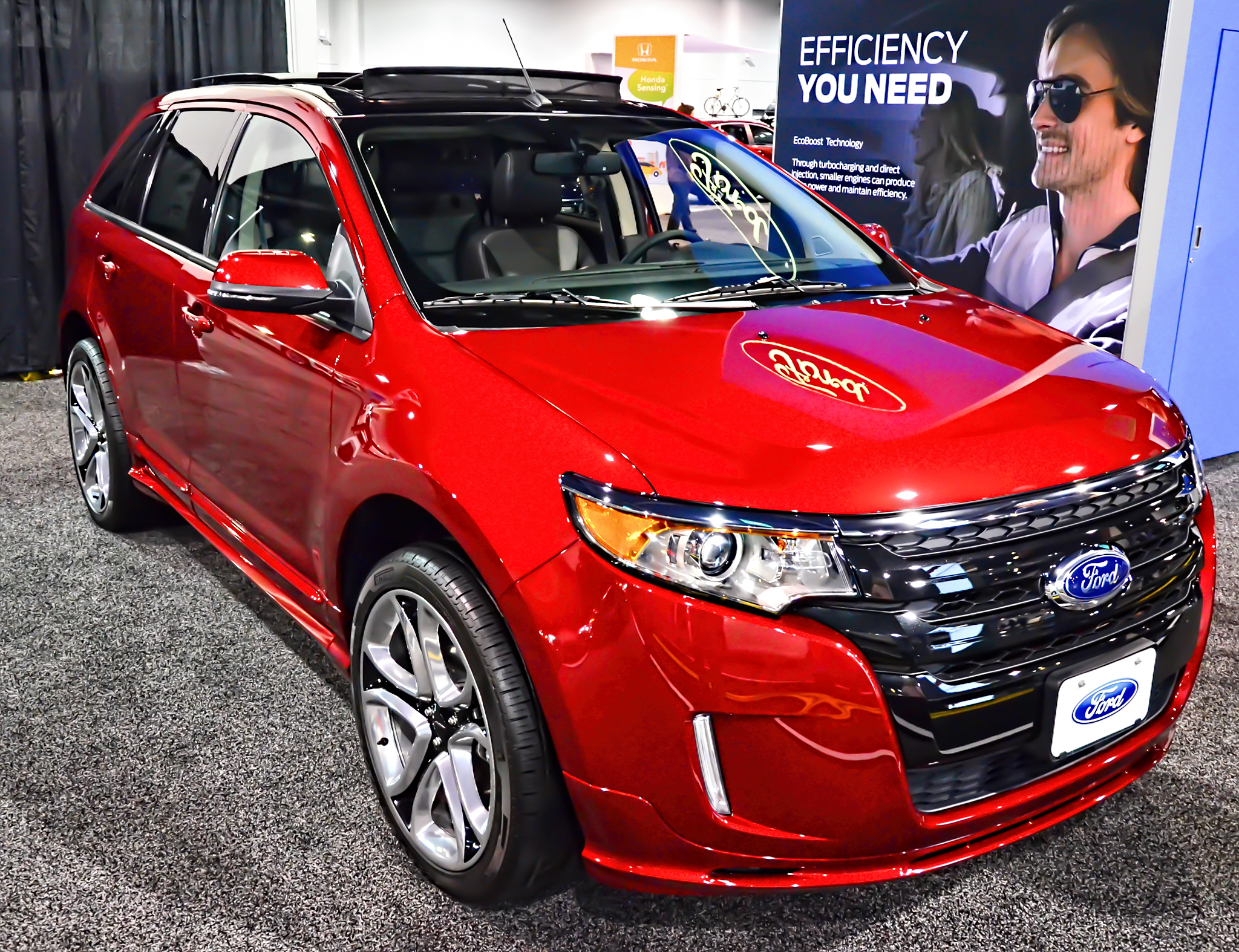
Ford Edge I Sport

Ford Edge I został zaprezentowany po raz pierwszy w 2005 roku.
Po prezentacji pierwszych informacji z końcem 2005 roku, pojazd zadebiutował oficjalnie podczas targów motoryzacyjnych w Detroit w styczniu 2006 roku. Wówczas północnoamerykański oddział Forda przedstawił nowego, średniej wielkości SUV-a opracowanego z myślą o lokalnym rynku.
Samochód wypełnił lukę pomiędzy modelami Escape a Explorer, charakteryzując się zaokrągloną, masywną sylwetką. Przód zdobiły charakterystyczne reflektory z wcięciami w stylu innych modeli marki, a atrapa chłodnicy zyskała chromowane poprzeczki.
Samochód został zbudowany na płycie podłogowej amerykańskiego modelu Fusion o nazwie CD3, dzieląc z nim wiele rozwiązań technicznych i podzespołów podwozia.
Deska rozdzielcza została upodobniona we wzornictwie do innych debiutujących wówczas modeli Forda w północnoamerykańskiej ofericie, wyróżniając się srebrnymi panelami. Kabina pasażerska została zoptymalizowana swoją aranżacją pod walory transportowe, oferując m.in. dzieloną składaną kanapę tylnego rzędu siedzeń, jak i płaską podłogę.

### Lifting
W lutym 2010 roku Ford Edge I przeszedł gruntowną modernizację. Pojawił się zupełnie nowy pas przedni, z większą chromowaną atrapą chłodnicy, a także innym kształtem zderzaków i mniejszymi, bardziej podłużnymi reflektorami. Zmienił się także format tylnych lamp, z czerwonym wypełnieniem, a także wprowadzono nowe kolory malowania nadwozia.
Wraz z restylizacją oferta Forda Edge została wzbogacona o wariant Sport, który pod kątem wizualnym odróżnił m.in. pakiet nakładek na zderzaki i progi, większe alufelgi z niskoprofilowanymi oponami, a także ciemniejsze wkłady reflektorów. Samochód napędzał zapożyczony z modelu Mustang 3,7-litrowy silnik V6 o mocy 305 KM.

### Wersje wyposażeniowe
- S
- SEL
- Limited
- Sport

### Silniki
- R4 2.0l EcoBoost
- V6 3.5l Duratec
- V6 3.7l Duratec

## Druga generacja

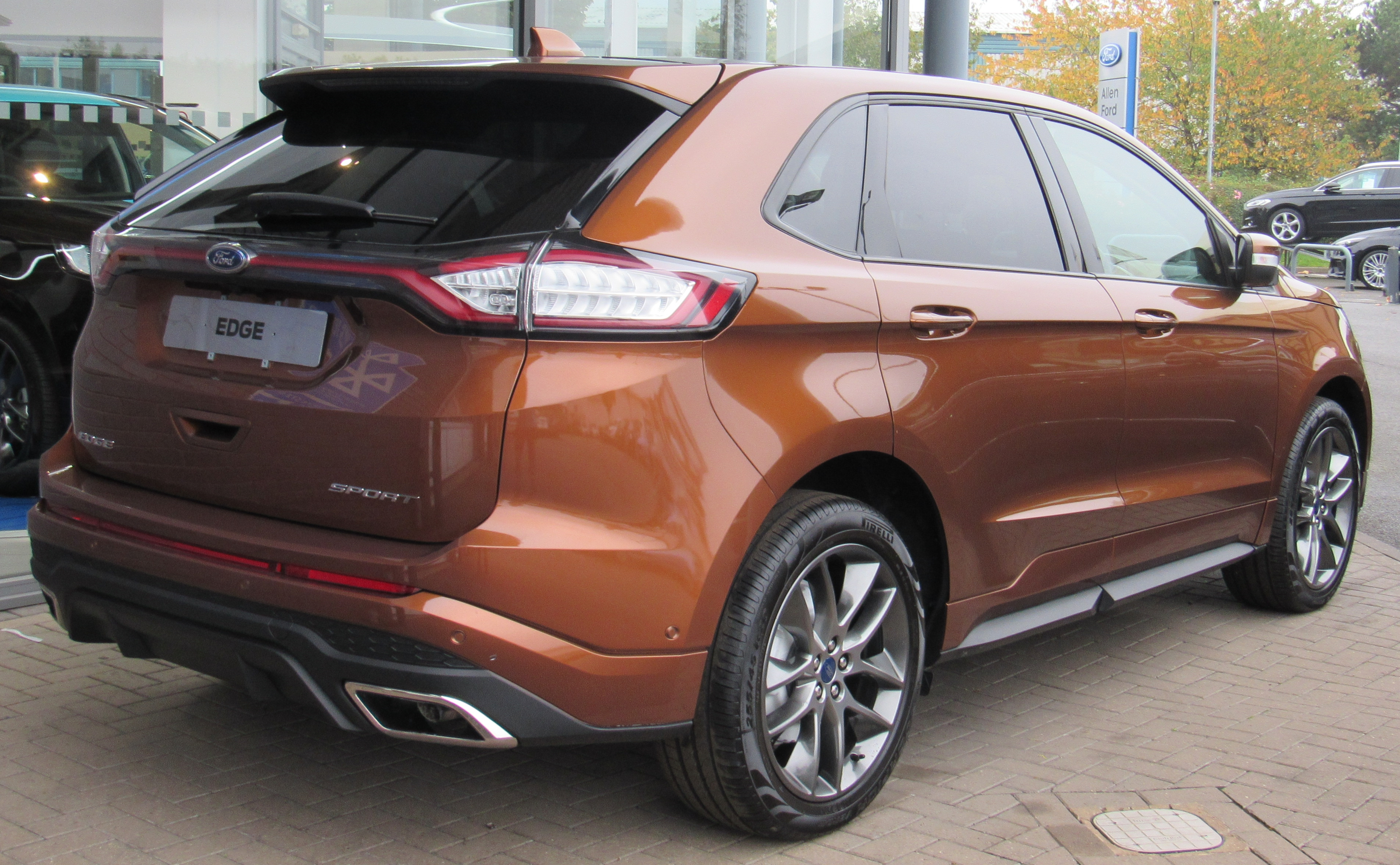
Ford Edge - tył

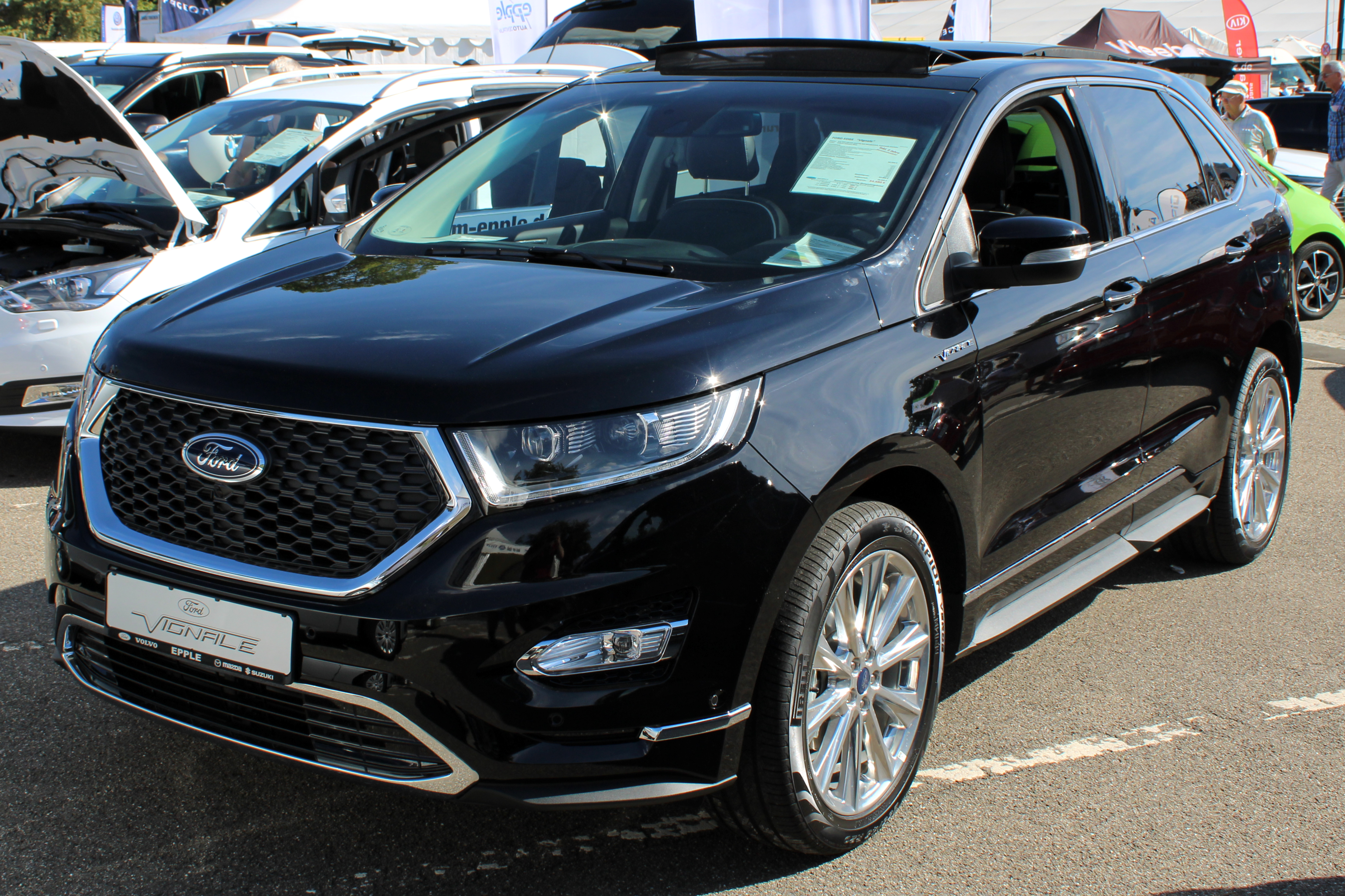
Ford Edge II Vignale

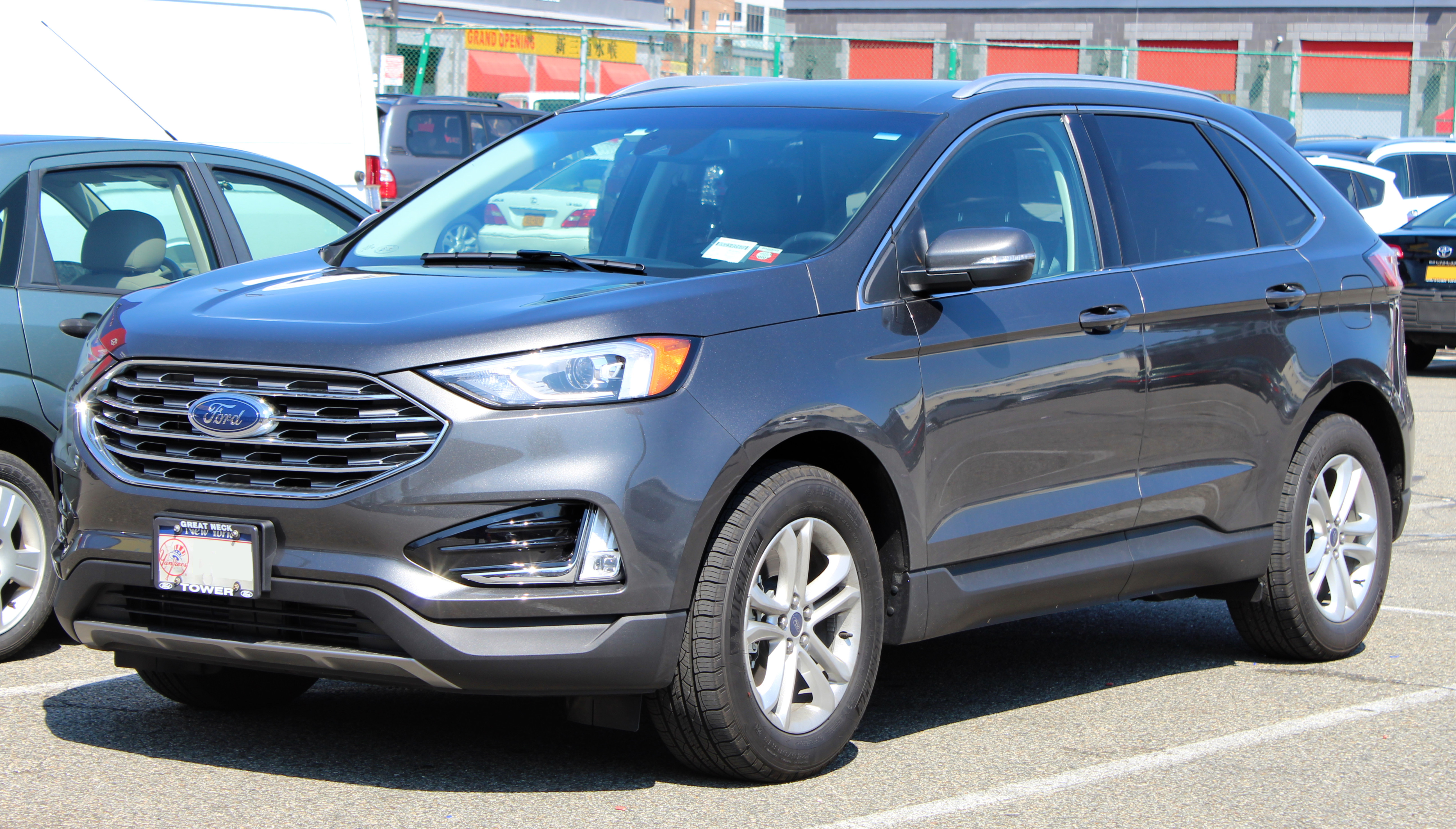
Ford Edge II po liftingu

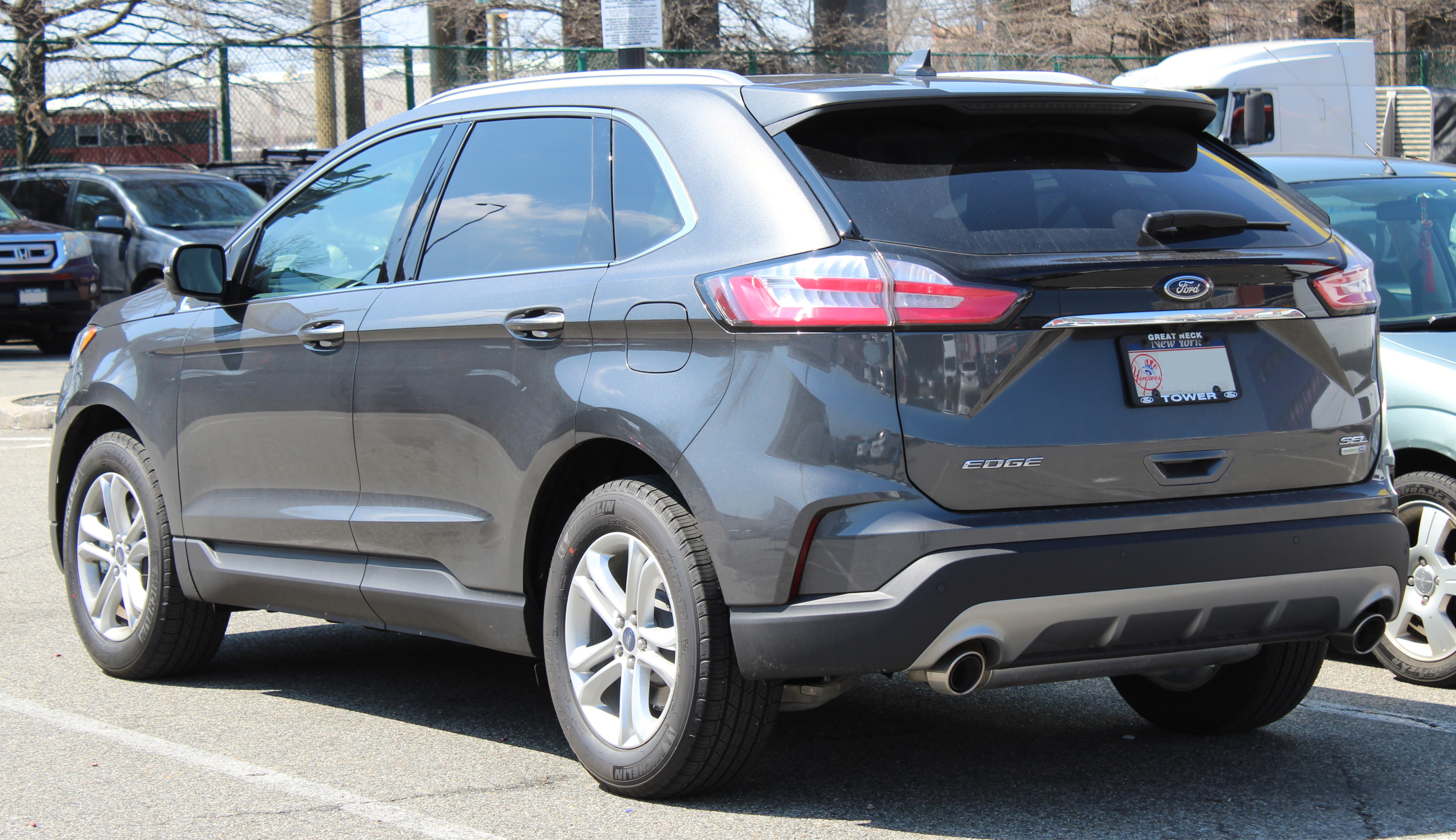
Ford Edge II – tył po liftingu

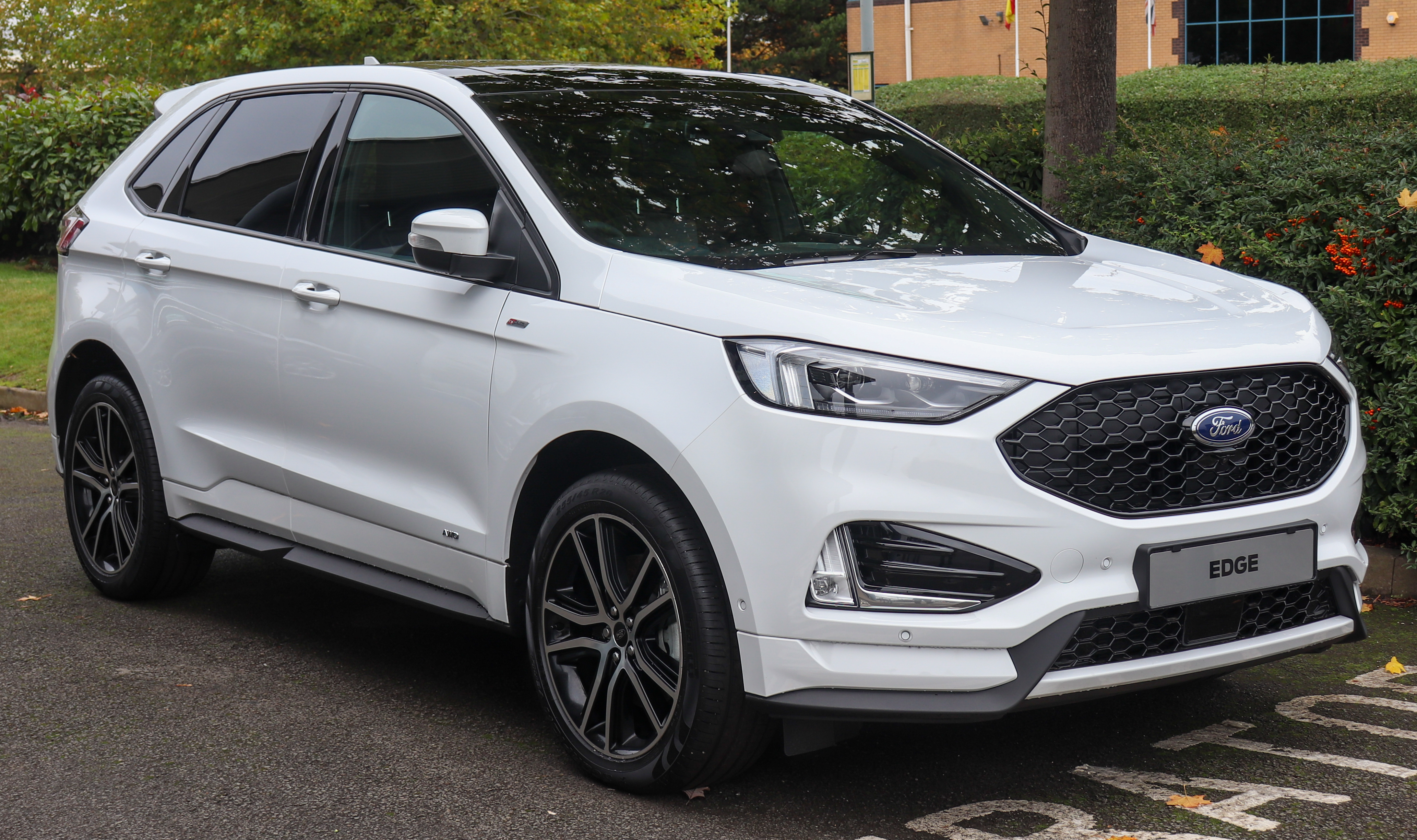
Ford Edge II ST-Line

Ford Edge II został zaprezentowany po raz pierwszy w 2014 roku.
Studyjną zapowiedzią drugiej generacji Forda Edge było bliskie formy produkcyjnej studium zaprezentowane podczas targów motoryzacyjnych w Los Angeles w 2013 roku.
W przeciwieństwie do poprzednika, druga generacja Edge powstała jako samochód globalny, realizujący strategię One Ford. Pojazd został zbudowany na nowej modułowej płycie podłogowej pochodzącej od osobowego modelu Mondeo/Fusion. Deskę rozdzielczą zapożyczono z kolei oferowanych w Europie minivanów S-Max/Galaxy.
W stosunku do poprzednika, druga generacja Forda Edge zyskała usztywnione nadwozie, a także przeprojektowaną konstrukcję przedniego zawieszenia. Masywniejsze nadwozie przyozdobiła charakterystyczna, sześciokątna atrapa chłodnicy, a tylne lampy połączyła listwa LED tworząca z nimi jedną całość.
Ford Egde II trafił do sprzedaży zarówno z napędem na jedną, jak i obie osie. Prześwit pojazdu wyniósł 193 mm i jest mniejszy niż w stosunku do pozycjonowanej niżej Kugi/Escape. Specjalnie dla rynku europejskiego, konstruując gamę jednostek napędowych uwzględniono także silniki wysokoprężne.
Ford Edge w wariancie sprzed modernizacji oferowany był w dwóch wersjach stylizacyjnych: usportowionej – Sport oraz luksusowej – Vignale. Wersja Sport posiadała usztywnione zawieszenie oraz bardziej masywne zderzaki, z tyłu zaś pojawiają się trapezoidalne atrapy końcówek układu wydechowego.

### Restylizacje
W czerwcu 2018 roku samochód przeszedł gruntowną modernizację, która objęła głównie wygląd nadwozia. W jej ramach całkowicie zmieniono wygląd przedniej części nadwozia, która zyskała niżej osadzony i bardziej zaokrąglony wlot powietrza, a także węższe, agresywniej ukształtowane reflektory. Tylne lampy przemodelowano, rozdzielając je i nadając im nowe wypełnienie w technologii LED.
Przy okazji restylizacji Ford Edge II, gamę wariantów specjalnych poszerzył także topowy, sportowy model ST. Pod kątem wizualnym wyróżniły go alufelgi oraz atrapa chłodnicy malowane na fortepianową czerń, sportowe zderzaki i poczwórna końcówka wydechu, z kolei jednostką napędową stał się 335-konny silnik benzynowy.
W październiku 2020 roku Ford Edge II wyłącznie w wariancie amerykańskim przeszedł drugą, tym razem ograniczającą się wyłącznie do deski rozdzielczej restylizację. Dotychczasowy projekt konsoli centralnej zastąpiono rozległym, 12-calowym ekranem dotykowym zastępującym funkcje nie tylko radia, nawigacji czy systemy inforozrywki, jak i klimatyzacji, adaptując ten projekt z takiego samego rozwiązania wdrożonego w 2019 roku w Chinach.

### Sprzedaż
Ford Edge II powstał jako samochód dla rynków globalnych. Poza rynkiem amerykańskim, meksykańskim i kanadyjskim, samochód skierowano także do sprzedaży w Europie. Premiera na tym rynku miała miejsce podczas Paris Motor Show jesienią 2014, jednak sprzedaż ruszyła tutaj dopiero półtora roku później - na początku 2016 roku.
Duży SUV Forda trafił do sprzedaży także na licznych rynkach Ameryki Południowej, jak Chile, Brazylia czy Argentyna, z kolei w połowie 2018 roku samochód wzbogacił ofertę w Australii i Nowej Zelandii, gdzie otrzymał nazwę Ford Endura i zastąpił lokalny model Territory.
W lipcu 2019 roku Ford Edge został wycofany ze sprzedaży w Wielkiej Brytanii z powodu symbolicznej sprzedaży. W 2020 roku pojawiły się informacje, że podobne kroki producent może rozważać na pozostałych europejskich rynkach, również z powodu bardzo małej popularności. Miejsce Edge'a częściowo zastąpiła większa niż dotychczas Kuga trzeciej generacji, która trafiła do salonów wiosną 2020 roku. Sprzedaż modelu była systematycznie ograniczana aż do 2021 roku, kiedy to wygaszono sprzedaż Edge w Europie.
Jesienią 2020 roku australijski wariant pod nazwą Ford Endura zniknął z rynku po zaledwie 2 latach obecności z powodu niewielkiego popytu, nie otrzymując następcy. Kilka miesięcy wcześniej prace nad następcą modelu na rynkach globalnych anulowano globalnie.

### Wersje wyposażeniowe
Europa
- Trend
- Titanium
- Sport (do 2018)
- ST-Line (od 2018)
- Vignale

USA
- SE
- SEL
- ST-Line (od 2021)
- Titanium
- Sport (do 2018)
- ST (od 2018)

### Silniki
- R4 2.0l Turbo 245 KM
- V6 2.7l 325 KM
- V6 3.5l 335 KM(do 2018)
- R4 2.0l TDCi 180 KM
- R4 2.0l TDCi 210 KM

### Wersja chińska

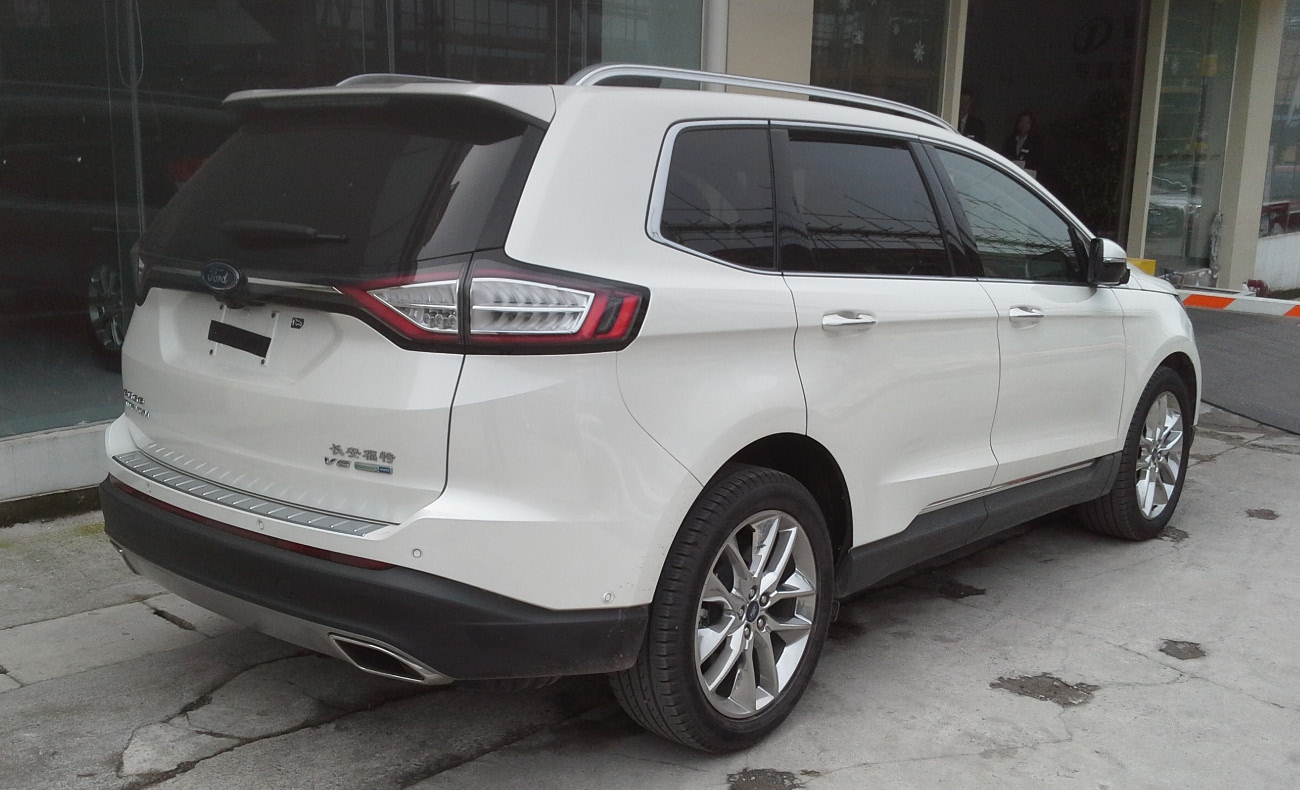
chiński Ford Edge - tył

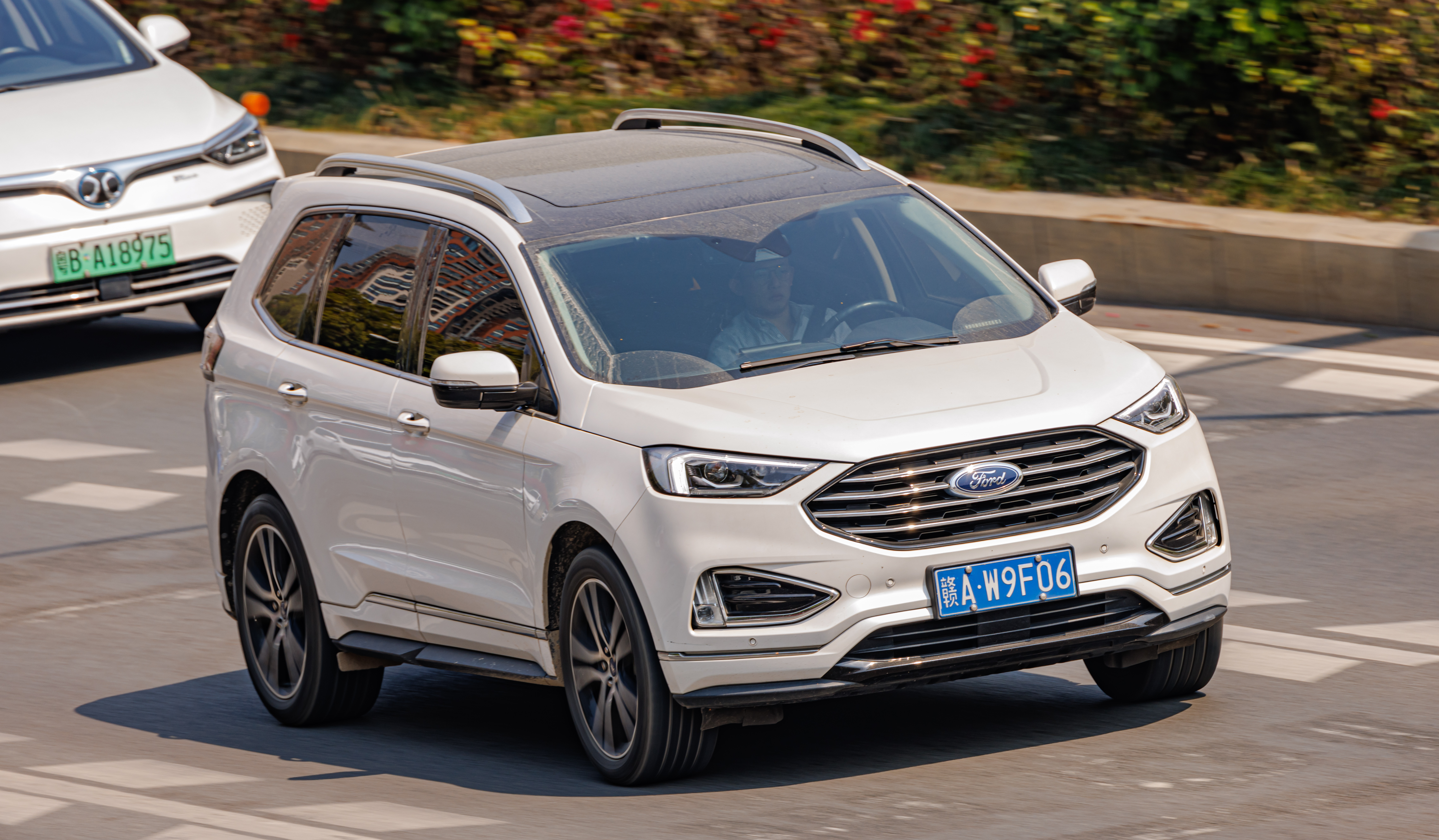
chiński Ford Edge po liftingu

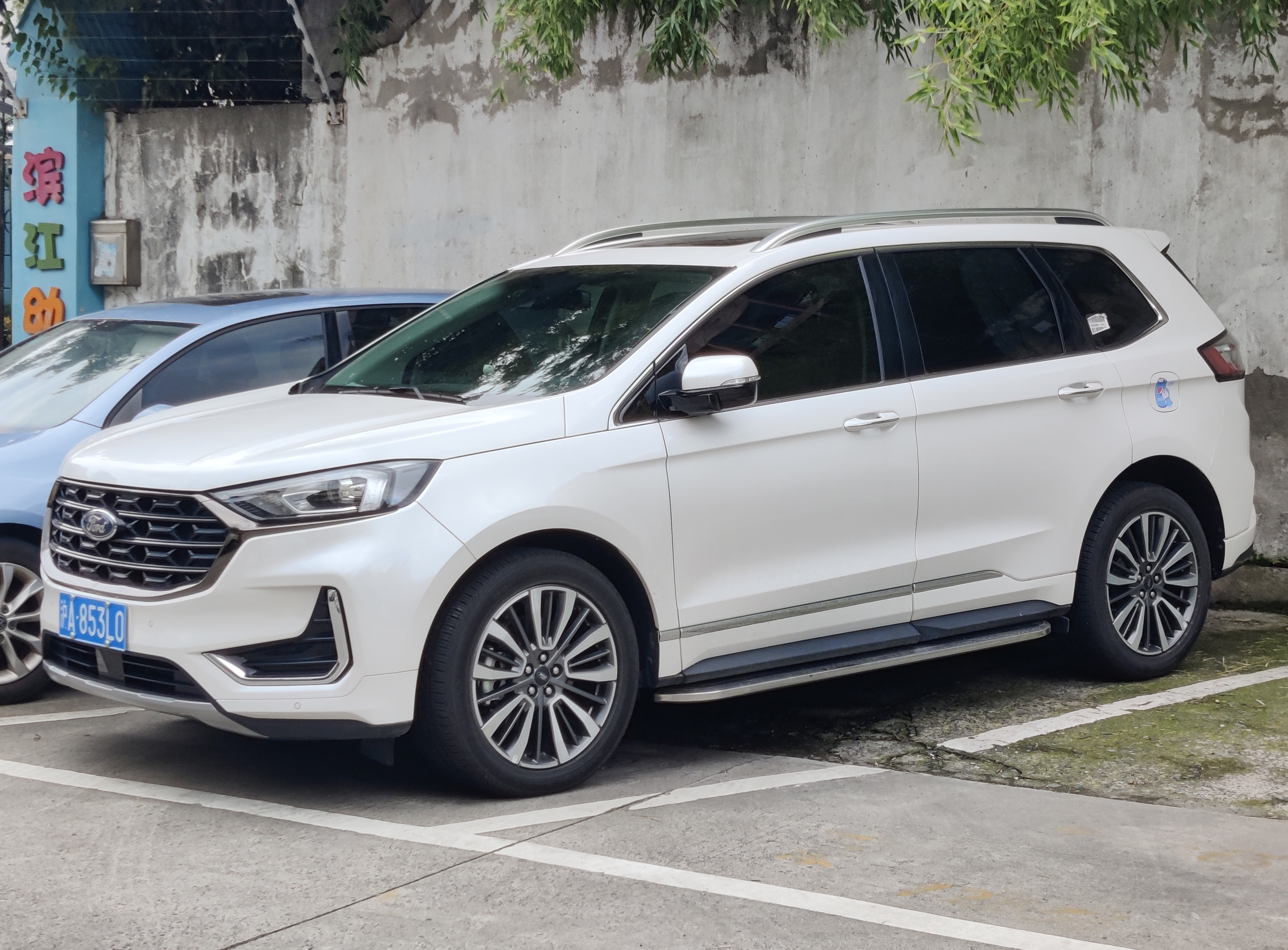
Ford Edge Plus po drugim liftingu

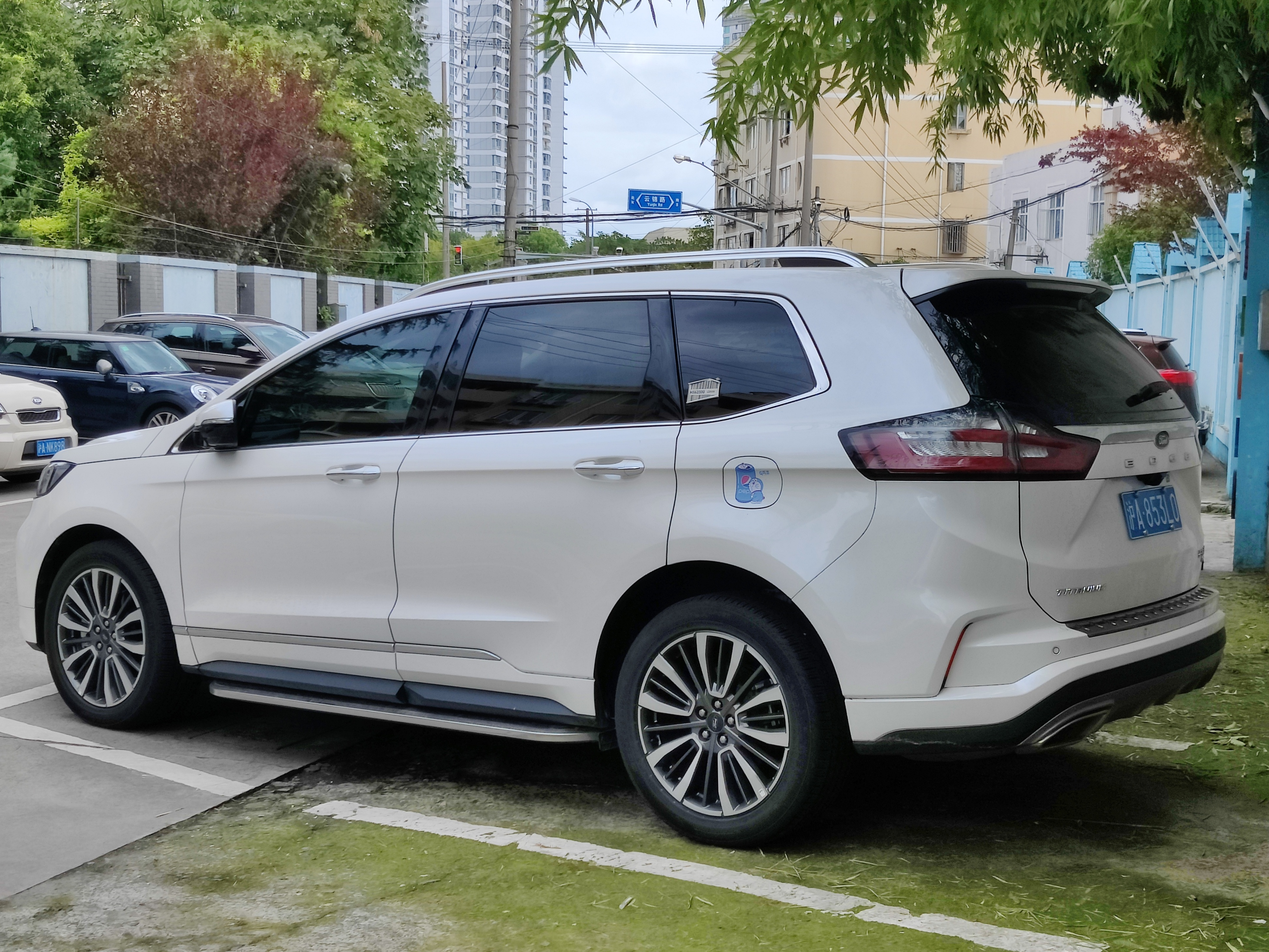
Ford Edge Plus – tył po drugim liftingu

Ford Edge II został zaprezentowany po raz pierwszy w 2014 roku.
Specjalnie z myślą o rynku chińskim Ford opracował specjalną, lokalną odmianą modelu Edge charakteryzującą się innymi wymiarami nadwozia. Pojazd stał się dłuższy, a także otrzymał bardziej kanciasty kształt tylnej części nadwozia podyktowaną dodatkowym, trzecim rzędem siedzeń dla dwóch pasażerów.
W stosunku do rynków globalnych, chiński Ford Edge zyskał okrojoną gamę silników składającą się z czterocylindrowego silnika benzynowego o pojemności 2 litrów i mocy 245 KM oraz mocniejszego V6 o pojemności 2,7-litra i mocy 329 KM. Samochód trafił do sprzedaży pół roku po debiucie, charateryzując się dostępnością zarówno z napędem przednim, jak i AWD.

### Restylizacje
W lipcu 2019 roku chiński wariant Forda Edge został upodobniony do globalnego modelu, zyskując nowy wygląd przedniej części nadwozia z większym wlotem powietrza, a także przeprojektowanymi tylnymi lampami oraz przemodelowanym zderzakiem z imitacją podwójnych końcówek wydechu. Ponadto, z oferty w Chinach wycofano manualną przekładnię biegów wyłącznie na rzecz automatycznej, ośmiobiegowej.
Przy okazji upodobnienia chińskiego Edge'a do wersji globalnej po liftingu, Ford zdecydował się wprowadzić dedykowany dla lokalnej odmiany nowy projekt deski rozdzielczej. Dotychczasowy układ przyrządów zastąpiono dużym, rozległym dotykowym wyświetlaczem o wertykalnym formacie i przekątnej 12,8-cala, pozwalając na sterowanie nie tylko systemem multimedialnym, ale i klimatyzacją.
Półtora roku po debiucie zmodernizowanego Forda Edge II w Chinach, specjalnie dla tego rynku w grudniu 2020 roku opracowano model po drugiej, rozleglejszej modernizacji, przy okazji której dokonano korekty nazwy na Ford Edge Plus. Samochód zyskał przeprojektowany pas przedni z większą, chromowaną atrapą chłodnicy i przemodelowanym zderzakiem, a także zmodyfikowano tylną część nadwozia z dużą, chromowaną listwą.
Przy okazji drugiej restylizacji, Ford Edge Plus zyskał zupełnie nowy projekt deski rozdzielczej, którym upodobniono go do nowszych konstrukcji debiutujących w międzyczasie w Chinach. Deskę rozdzielczą zdominowały dwa wyświetlacze przejmujące kolejno funkcję zegarów oraz ekranu multimedialnego, łącznie charakteryzując się przekątną 21 cali. Nowa deska rozdzielcza zyskała panele ze skóry i wstawki z aluminium, a także oświetlenie ambientowe.

### Silniki
- R4 2.0l Turbo 245 KM
- V6 2.7l Turbo 329 KM

## Trzecia generacja

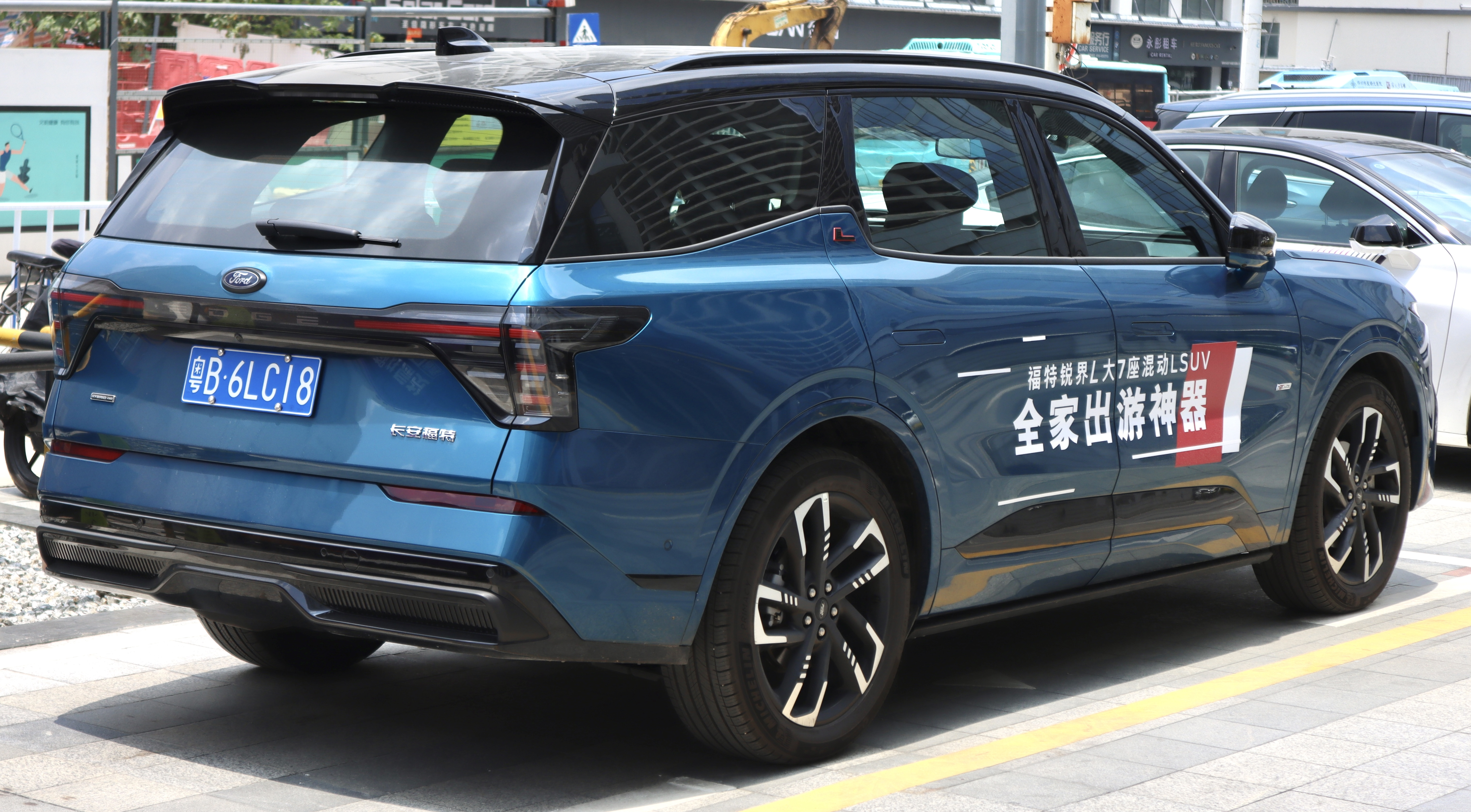
Ford Edge L ST-Line - tył

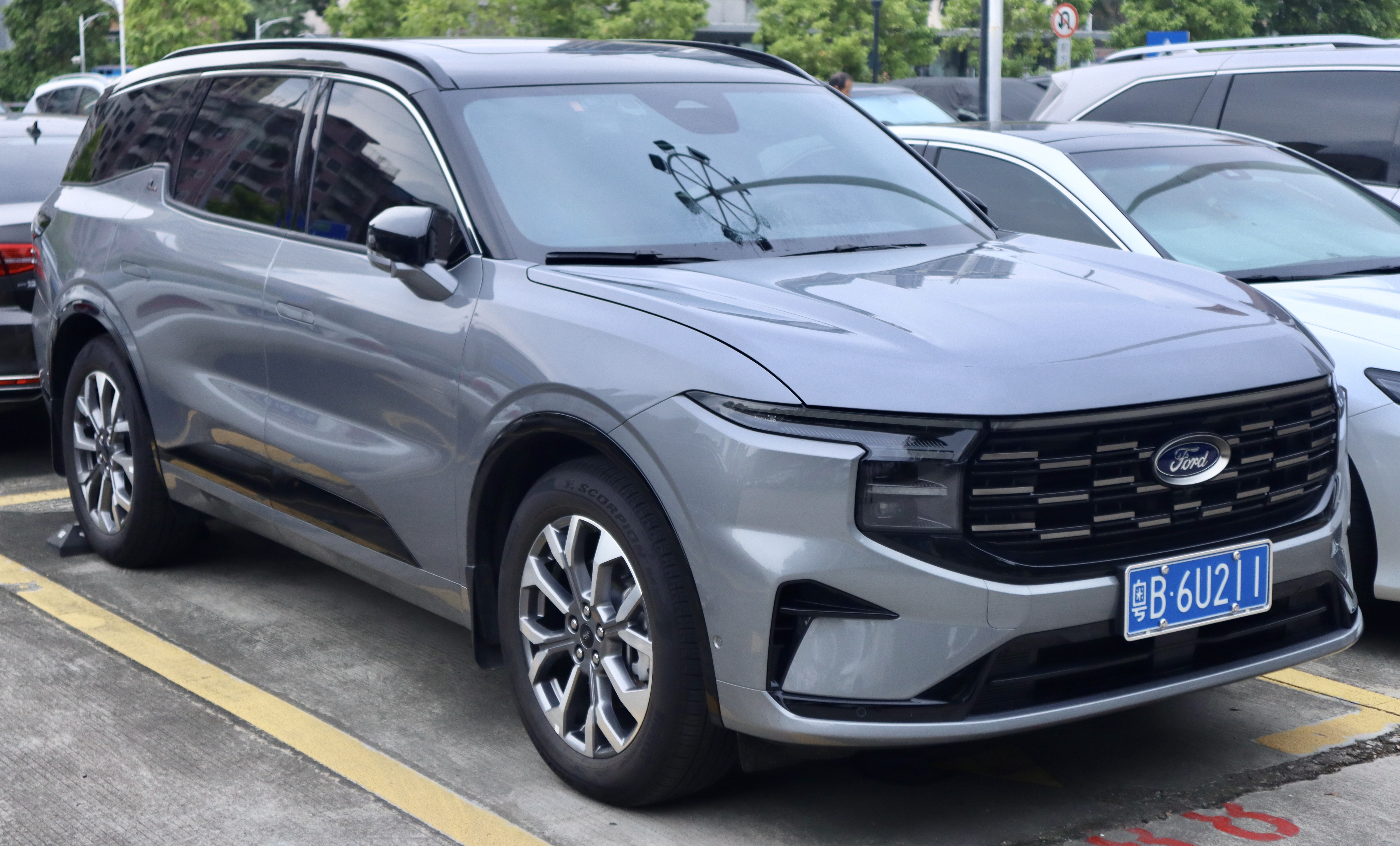
Ford Edge L

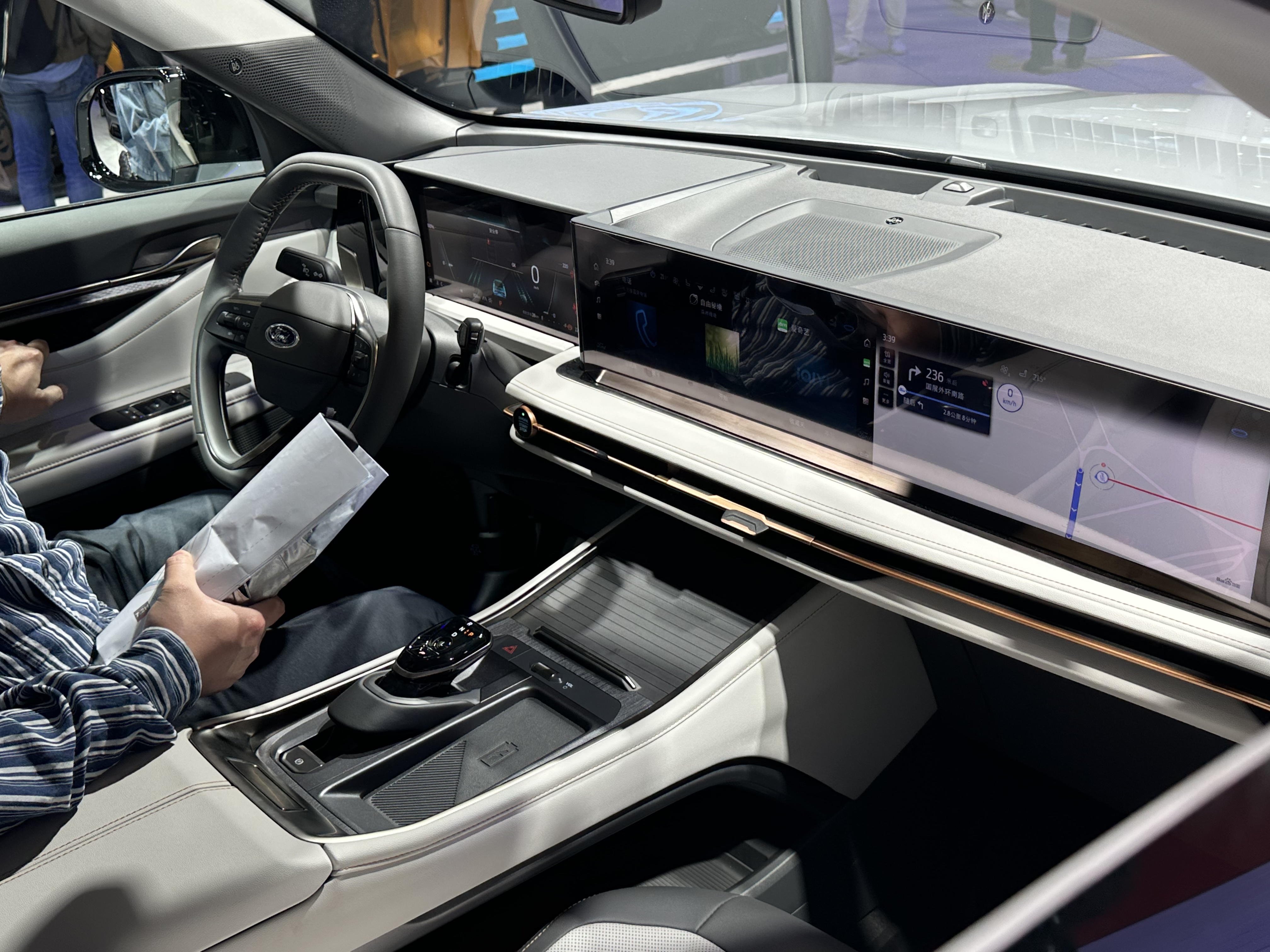
Ford Edge L - kokpit

Ford Edge III został zaprezentowany po raz pierwszy w 2023 roku.
Po 9 latach rynkowej obecności Ford zmienił dotychczasową koncepcję Edge'a, z modelu opracowanego przez amerykańską centralę dla rynków globalnych do konstrukcji powstałej pod nadzorem chińskiego oddziału dla lokalnych potrzeb. Trzecia generacja przeszła kompleksową metamorfozę względem poprzednika, zyskując wyraźnie dłuższe, 5-metrowe nadwozie, a także ostrzejsze i smuklejsze proporcje z charakterystycznym wytłoczeniem przerywającym linię szyb.
Pas przedni zdominował obszerny wlot powietrza z listwą LED łaczącą reflektory w kształcie bumerangów. Oparcie na platformie współdzielonej z modelami Evos i Mondeo pozwoliła na wygospodarowanie obszerniejszego nadwozia mogącego pomieścić do 3 rzędów siedzeń z przestrzenią dla 6 lub 7 pasażerów. Deska rozdzielcza została utrzymana z kolei w typowym dla chińskich modeli Forda wzornictwie, z dużą taflą zintegrowanych ze sobą wyświetlaczy ciągnących się od fotelu kierowcy, przez konsolę środkową, aż do pasażera. W czasie gdy cyfrowe zegary mają przekątną 12,3 cali, tak kolejny moduł ma 27 cali.
Do napędu Forda Edge'a L wykorzystany został turbodoładowany, czterocylindrowy silnik benzynowy o pojemności 2 litrów i mocy 250 KM. Ponadto przewidziano także odmianę hybrydową typu plug-in, która opierając się o ten sam silnik 2.0 rozwija łączną moc 271 KM. Oba warianty napędowe sprzężono wyłącznie z automatyczną skrzynią biegów.

### Sprzedaż
Ford Edge L otrzymał dodatkową literę w nazwie dla odróżnienia od równolegle oferowanego w momencie debiutu, starszego Edge'a Plus wywodzącego się z poprzedniej generacji modelu. Samochód opracowany został z myślą o wewnętrznym rynku chińskim, bez planów na eksport na rynkach globalnych, wycofując tym samym stamtąd model Edge z gamy.

### Silniki
- R4 2.0l Turbo 250 KM
- R4 2.0l PHEV 271 KM